# Osman Döring
Osman Döring (alias Yavuz Çelik Karahan, tatsächlicher Name Osman Yobaş, auch in der Schreibung Osman Yobas; geb. 1956 in Aydoğmuş, Kırşehir, Türkei) ist eine zeitgenössische Persönlichkeit des Islams in Deutschland, den Niederlanden und in Europa türkischer Herkunft.

## Leben und Wirken
Als Nachfolger von Mehmet Sabri Erbakan war Döring seit 2002 Vorsitzender (başkan) der Islamischen Gemeinschaft Millî Görüş e.V. (IGMG), einer 1985 in Köln (als „Vereinigung der neuen Weltsicht in Europa e. V.“ - AMGT) gegründeten islamistischen Organisation mit engen Verbindungen in die Türkei mit Sitz in Köln-Holweide, die im Deutschen Islamrat eine herausragende Stellung einnimmt. IGMG-intern ist sein Name Yavuz Çelik Karahan. Er wird dem traditionalistischen Erbakan-Flügel zugerechnet. Als Dörings Nachfolger als Milli-Görüş-Vorsitzender wurde 2011 Kemal Ergün gewählt.
Berichten der türkischen Tageszeitung Hürriyet zufolge hat Osman Döring im Alter von vierzehn Jahren versehentlich einen seiner Freunde getötet, und er war lange Zeit in einer Besserungsanstalt. Er trat danach der Akıncılar-Jugendorganisation bei.
Einem auf den in Deutschland stationierten Journalisten Hasan Aycı von der türkischen Zeitung Hürriyet gestützten Bericht im NRC Handelsblad zufolge hatten Akıncılar auch Trainingslager. Während der Erstürmung eines solchen Lagers durch die türkische Armee seien drei Soldaten erschossen worden. „Yobas wurde festgenommen und in Ankara festgehalten“, wird Aycı zitiert. Dem Journalisten zufolge sei Yobas von Akıncılar aus dem Gefängnis befreit und schließlich über arabische Länder und die Niederlande nach Deutschland gebracht worden. „Seine Flucht aus dem Gefängnis wurde in der Türkei vertuscht. Wir haben mit allen möglichen Behörden gesprochen, aber die Behörden wollen nicht bestätigen oder leugnen, ob Yobas immer noch gesucht wird oder nicht.“
Sein Versuch, Niederländer zu werden, scheiterte: sein Gesuch wurde abgelehnt, nachdem das Gespräch im Rathaus von Soest gezeigt hatte, dass er kein Niederländisch sprach.
Dem NRC-Bericht zufolge leitete er zehn Jahre lang die Jugendabteilung von Milli Görüş.
Zur Zeit des Hürriyet-Berichtes (2003) lebte Döring in einer Villa in Rösrath (Rheinisch-Bergischer Kreis) bei Köln.
In neuerer Zeit wird er als IGMG-Ehrenpräsident genannt. Dem als Direktor von Millî Görüş von Noord-Nederland (Milli Görüş Noord-Nederland; MGNN) zurückgetretenen Haci Karacaer zufolge ist Milli Görüş „eine patriarchalische Familie und Karahan pater familias“.
Ab dem 18. September 2017 muss er sich wegen der Vorwürfe der Steuerhinterziehung und des Betrugs in Köln vor Gericht verantworten, zusammen mit dem ehemaligen Generalsekretär Oğuz Üçüncü.

## Positionen
Döring stellte fest, dass man der Millî-Görüş-Bewegung in der Türkei verbunden bleibe. Der Verfassungsschutzbericht von 2003 gibt seine Positionen nach der türkischen Tageszeitung Millî Gazete vom 25. Juni 2003 wie folgt wieder:
„Dennoch glauben wir, dass es möglich ist, alle Unterdrückung, Ungleichheit, Ungerechtigkeit, sinnlosen Streitigkeiten und Kriege, die wir derzeit auf der Welt beobachten, zu beseitigen und zwar durch eine von der islamischen Welt unter Vorreiterrolle der Türkei ausgehende Bewegung der Einheit sowie durch ein Zusammenkommen der Kulturen, bei dem wiederum die Türkei eine Brückenfunktion einnehmen wird. Und wir glauben von ganzem Herzen, dass sich dies nur Menschen, die über die Millî Görüs-Mentalität verfügen, vorstellen und auch verwirklichen können.“ („Millî Gazete“ vom 25. Juni 2003, S. 14)
„Wir richten uns, unsere Institutionen und unsere Aktivitäten im Licht von Koran und Sunna aus, und dies stellt keinen Hinderungsgrund dar, diese in das vorhandene Rechtssystem zu integrieren.“ („Millî Gazete“ vom 25. Juni 2003, S. 14)

## Verschiedenes
Der Welt-Journalist Günther Lachmann zählte Osman Döring 2006 zu den zehn wichtigsten Muslimen Deutschlands.
Der deutsche Islamwissenschaftler Guido Steinberg vom ehemaligen Deutschen Orient-Institut in Hamburg merkte zu Döring an, dass er der deutschen Öffentlichkeit unbekannt sei, aber einflussreich innerhalb der Organisation bliebe. Während Döring die IGMG leitete, wurde sie zumeist von ihrem Generalsekretär Oguz Ücüncü repräsentiert.
Von anderer Seite wurde angemerkt, dass der IGMG-Vorsitzende nach über zwanzig Jahren in Deutschland noch immer kein Deutsch spräche.
Es ist davon auszugehen, dass es sich bei der Person „Osman Yoba“ unter den Unterzeichnern der Botschaft aus Amman (Amman Message) aus Deutschland um Osman Döring handelt.